# Ghiacciaio Geysen
Il ghiacciaio Geysen è un ghiacciaio situato sulla costa di Mawson, in Antartide. In particolare il ghiacciaio, il cui punto più alto si trova circa 1120 m s.l.m., è un grande tributario del ghiacciaio Fisher e fluisce in direzione nord-est scorrendo tra il monte Bayliss e il monte Ruker, nei monti del Principe Carlo.

## Storia
Il ghiacciaio Geysen è stato mappato grazie a fotografie aeree scattate durante le spedizioni australiane di ricerca antartica svolte fra il 1956 e il 1957 ed è stato così battezzato dal Comitato australiano per i toponimi e le medaglie antartici in onore di Hendrick Geysen, ufficiale in comando alla stazione Mawson nel 1960.